# Palacio consistorial de Bolton
El palacio consistorial de Bolton en Victoria Square, Bolton, Greater Manchester, Inglaterra, fue construido entre 1866 y 1873 para el condado de Bolton según los diseños de William Hill de Leeds y George Woodhouse de Bolton. Se amplió en la década de 1930 según los diseños de Bradshaw, Gass y Hope y fue designado edificio catalogado de Grado II por English Heritage.

## Historia
Tras la incorporación de Bolton como distrito municipal en 1838, Bolton Corporation decidió utilizar el ayuntamiento de Little Bolton como su lugar de reunión habitual y permaneció como tal durante unos 35 años. El edificio actual fue promovido por el alcalde, JR Wolfendon, a principios de la década de 1860. Se esperaba que el costo oscilara entre 70 000 y 80 000 libras, pero se duplicó con creces a 167 000, equivalente a 15,740,000 en 2022.  Bolton Corporation realizó un concurso para el diseño de un nuevo ayuntamiento en la década de 1860. Lo ganó un alumno de Cuthbert Brodrick, el arquitecto William Hill de Leeds.
Por su diseño de una versión reducida del Ayuntamiento de Leeds, Hill recibió 120 libras (equivalente a 12,000 en 2020) por el diseño, que originalmente no incluía torre, pero se agregó una más tarde. Durante su construcción, Hill contó con la ayuda de un arquitecto local, George Woodhouse, pero el diseño fue completamente de Hill. El coste final ascendió a 167.000 libras esterlinas (equivalente a 15.130.000 libras esterlinas en 2020), siendo este el ayuntamiento más caro construido hasta ese momento. Fue inaugurado por el Príncipe de Gales el 4 de junio de 1873.
A principios de la década de 1930, se amplió y se construyó una media luna de edificios cívicos en la parte trasera de una nueva calle para proporcionar espacio para oficinas. La extensión coincide externamente con el edificio victoriano, pero es sencillo por dentro y contiene oficinas. Contaba con un salón central iluminado por un claristorio que fue destruido por un incendio el 14 de noviembre de 1981. Fue reconstruido como dos salas públicas, el Albert Hall y el Festival Hall. Los pasillos están rodeados por un anillo exterior de oficinas.
Sirvió como sede del condado de Bolton durante gran parte del siglo XX y siguió siendo la sede del gobierno local cuando se formó el Consejo ampliado de Bolton en 1974.
En 1978 , Fred Dibnah reparó la torre del reloj y sus 16 pilares de piedra. Mientras reparaba la torre, doró la esfera en la parte superior.
Durante la guerra fría, el búnker nuclear de reserva del condado estaba ubicado directamente debajo. Data de la Segunda Guerra Mundial y se habría modernizado para ofrecer protección contra un ataque nuclear.

## Arquitectura
El edificio original de planta rectangular está diseñado en estilo neoclásico en forma de templo con una alta torre del reloj de estilo barroco. La Casa Consistorial tiene planta semisótano alta y dos plantas principales sobre sillería de arenisca rusticada en planta sótano. Tiene un amplio tramo de escalones hasta un pórtico de cinco tramos con un frontón en el que hay una escultura en alto relieve de William Calder Marshall. Todas las demás esculturas arquitectónicas por dentro y por fuera son de Burstall y Taylor, incluida la escalera principal, el pórtico y los leones que flanquean los escalones.
A ambos lados de la entrada hay rangos de cinco bahías de dos pisos con ventanas de arco de medio punto en el primer piso. En 1871 se instaló en la torre un reloj de un cuarto de hora de Potts of Leeds
En 1890, el arquitecto original William Hill volvió a utilizar el diseño del ayuntamiento de Bolton como modelo para construir el ayuntamiento de Portsmouth, un gemelo casi idéntico. Aunque de estilo similar al de Bolton, fue concebido a mayor escala. El diseño de Hill para la versión de Portsmouth agregó diez cúpulas en sus esquinas para animar su horizonte. El ayuntamiento de Portsmouth pasó a llamarse Portsmouth Guildhall en 1926 cuando Portsmouth fue elevada a la categoría de ciudad.

## Centro Civil

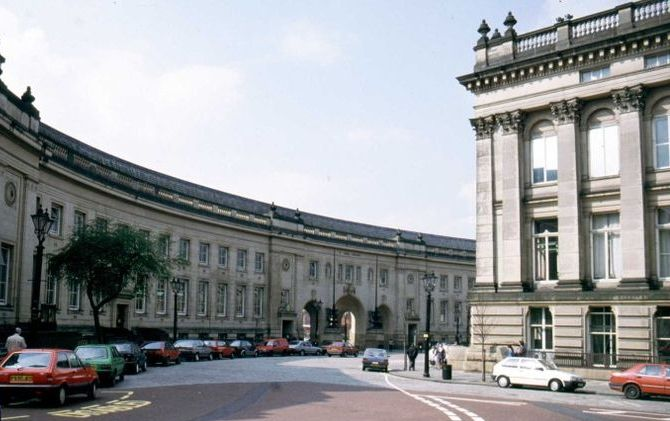
Centro cívico de Bolton

El Centro Cívico en Le Mans Crescent, que alberga el Museo de Bolton, la biblioteca, las clínicas de salud y los tribunales, se construyó en 1932–39 según los diseños de Bradshaw Gass and Hope. Su planta es ligeramente asimétrica con pabellones finales que flanquean una media luna poco profunda. Anteriormente había una estación de policía en la mitad norte del edificio adyacente al Tribunal de Magistrados. Esto se ha convertido en oficinas, aunque las antiguas celdas todavía se utilizan para albergar a quienes se enfrentan a un traslado a prisión o esperan comparecer ante el tribunal. El edificio tiene una estructura de acero revestida de sillería de arenisca con antepechos y cubierta de pizarra. Tiene tres arcos centrales que acceden a Cheadle Square. Los edificios cívicos están catalogados como Grado II.